# Zygmunt Domagalski
Zygmunt Domagalski pseud. Stary (ur. 24 kwietnia 1888 w Częstochowie, zm. 26 sierpnia 1943 w Koniecznie) – działacz SDKPiL, Związku Zawodowego Pracowników Rolnych i KPP, członek Rejonowego Komitetu Rewolucyjnego w Mińsku, instruktor Wydziału Rolnego KC KPP, organizator PPR i GL w Okręgu Częstochowsko-Piotrkowskim.

## Życiorys
Po ukończeniu pięciu klas szkoły powszechnej w Częstochowie i odbyciu terminu w 1905 roku rozpoczął pracę w hucie Raków. Pracował tam do 1914 roku, z trzyletnią przerwą w latach 1909–1912, kiedy to odbywał służbę w armii carskiej w Tbilisi. W 1906 r. wstąpił do SDKPiL i jeszcze przed I wojną światową został członkiem jej Komitetu Miejskiego w Częstochowie. W czasie wojny pracował w Niemczech.
Po odzyskaniu niepodległości działał w KPRP/KPP. Był aktywistą Związku Zawodowego Pracowników Rolnych. W sierpniu 1920 roku znalazł się w Radzyniu, gdzie po wkroczeniu Armii Czerwonej został członkiem utworzonego tam Rejonowego Komitetu Rewolucyjnego, a następnie zaciągnął się do Armii Czerwonej.
Po zakończeniu wojny powrócił do kraju. 31 maja 1921 roku został aresztowany i skazany na 3 lata więzienia za działalność komunistyczną, karę odbywał w więzieniu we Wronkach, gdzie był starostą komuny więziennej. Po wyjściu na wolność pracował w Wydziale Rolnym KC KPP, a od 1927 roku był sekretarzem Komitetu Okręgowego Kielecko-Radomskiego. W 1925 roku brał udział w IV Konferencji KPP, a w 1927 został delegatem na IV Zjazd KPP. W 1930 r. ponownie aresztowany, skazany na 6 lat więzienia. Od 1936 roku aż do rozwiązania KPP pracował w Wydziale Rolnym jej KC.
Po kampanii wrześniowej znalazł się na terenach zajętych przez ZSRR, skąd powrócił do Częstochowy w 1941 roku. Od 1942 roku, po powstaniu PPR i GL, zajął się organizowaniem komórek partyjnych i GL w Okręgu Częstochowsko-Piotrkowskim. W marcu 1943 r. brał udział w organizowaniu na terenie powiatu włoszczowskiego oddziału GL, którego dowódcą został Stanisław Olczyk "Garbaty". Wchodził też w skład Komitetu Okręgowego PPR, a po aresztowaniu Jerzego Piwińskiego (marzec 1943) pełnił przez dwa miesiące obowiązki sekretarza KO PPR.
Wraz z Walentym Obraniakiem schwytany i zamordowany przez hitlerowców we wsi Konieczno w powiecie włoszczowskim.

## Odznaczenia
Pośmiertnie odznaczony Orderem Krzyża Grunwaldu III klasy.
Brat Henryka. Ich imieniem nazwano ulicę w centrum Częstochowy - ul. Braci Domagalskich, obecnie ul. Polskiej Organizacji Wojskowej.